# Ляхтовка
Ляхтовка — деревня в Починковском районе Смоленской области России. Входит в состав Краснознаменского сельского поселения. Население — 11 жителей (2007 год). 
Расположена в центральной части области в 31 км к югу от Починка, в 17 км западнее автодороги А141 Орёл — Витебск. В 16 км северо-восточнее деревни расположена железнодорожная станция Терешок на линии Смоленск — Рославль. 

## История
В годы Великой Отечественной войны деревня была оккупирована гитлеровскими войсками в июле 1941 года, освобождена в сентябре 1943 года.